# Cathédrale Saint-Louis de La Nouvelle-Orléans
Pour les articles homonymes, voir Cathédrale Saint-Louis.
La cathédrale Saint-Louis, connue également sous le nom de « basilique Saint-Louis-Roi-de-France », est une cathédrale-basilique catholique située au centre du quartier français de La Nouvelle-Orléans en Louisiane.

## Présentation

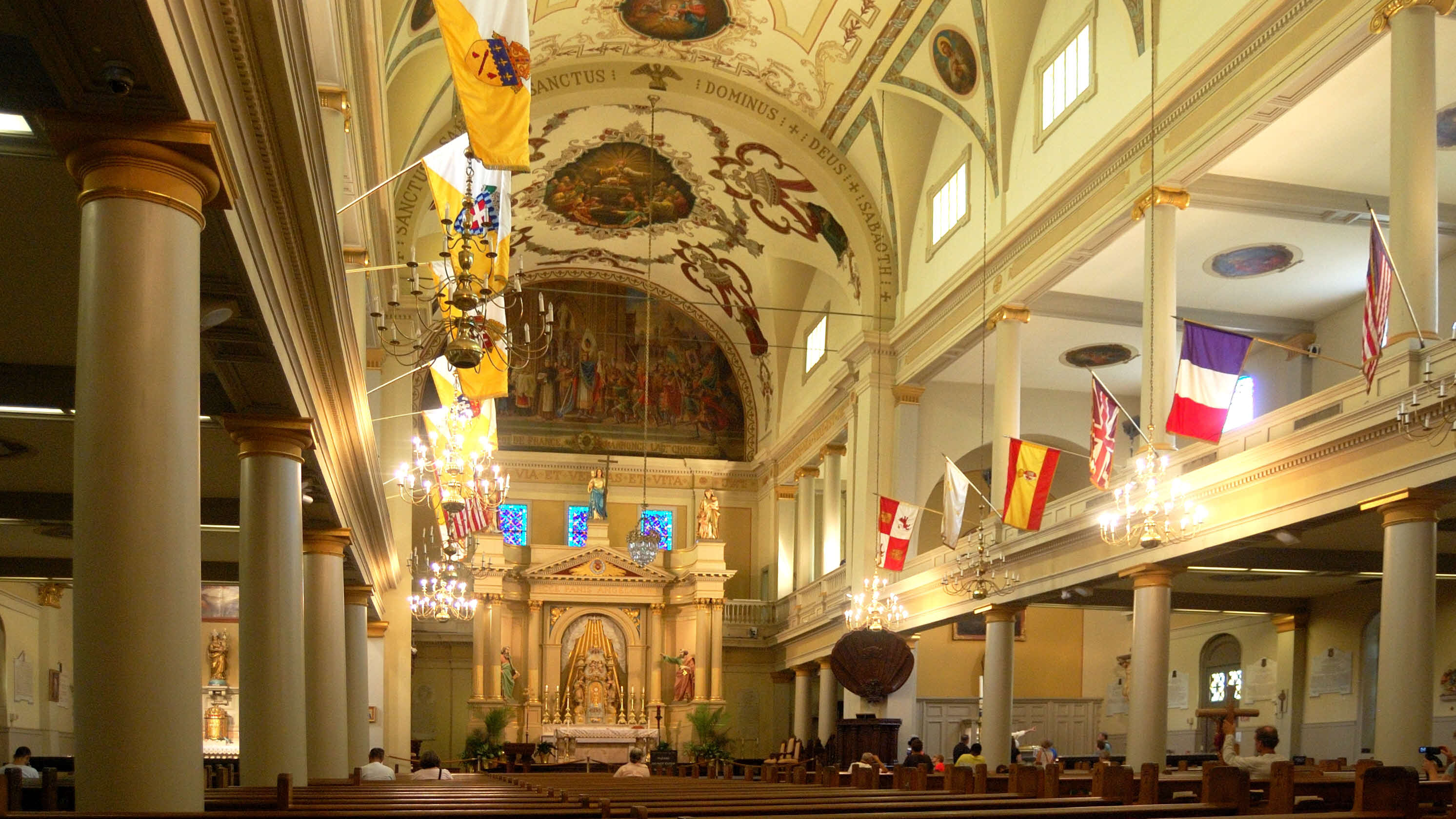
L'intérieur de la cathédrale Saint-Louis, Nouvelle-Orléans, Louisiane.

C'est la plus ancienne cathédrale continuellement en activité aux États-Unis. Elle fut fondée en 1718 à l'époque de la Louisiane française quand le royaume de France possédait l'immense territoire de la Nouvelle-France.
La cathédrale est située dans le quartier historique du Vieux Carré et se dresse aujourd'hui face à Jackson Square, jadis appelée place d'Armes.
Plusieurs archevêques y sont enterrés dont Mgr Blanc (1835-1860), Mgr Perché (1870-1883), Mgr Janssens (1888-1897).

## Historique

### Existence d'une première église
Une première église construite en 1718 est une structure en bois rudimentaire. 

### Existence d'une deuxième église
La construction d'une plus grande église en brique et en bois commence en 1725 et se terminée en 1727. Elle est détruite dans le grand incendie de la Nouvelle-Orléans le vendredi saint 21 mars 1788.

### Historique de la cathédrale
La deuxième église est en grande partie reconstruite après l'incendie, transformée et achevée dans les années 1850, sous la domination espagnole. Elle est élevée au rang de cathédrale en 1793.

## Galerie

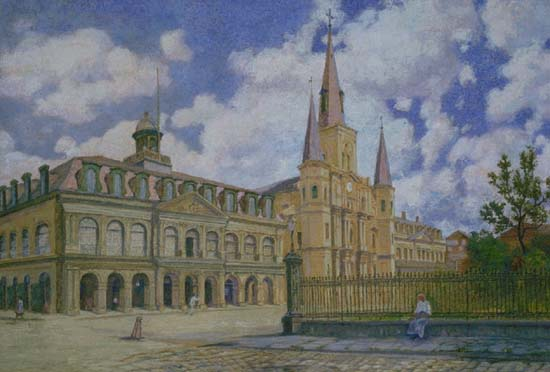
La cathédrale Saint-Louis en 1909.
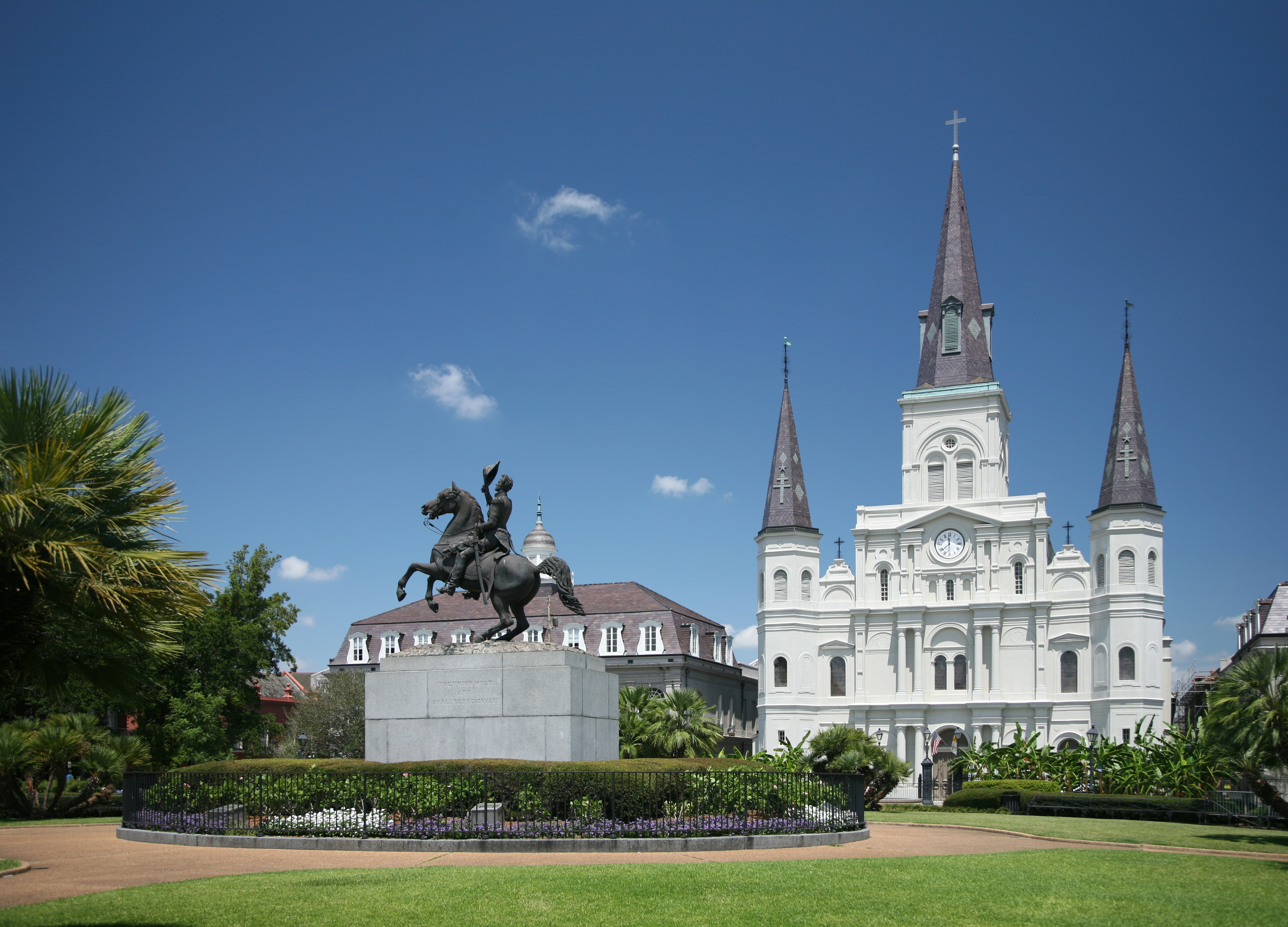
Jackson Square et la cathédrale Saint-Louis.
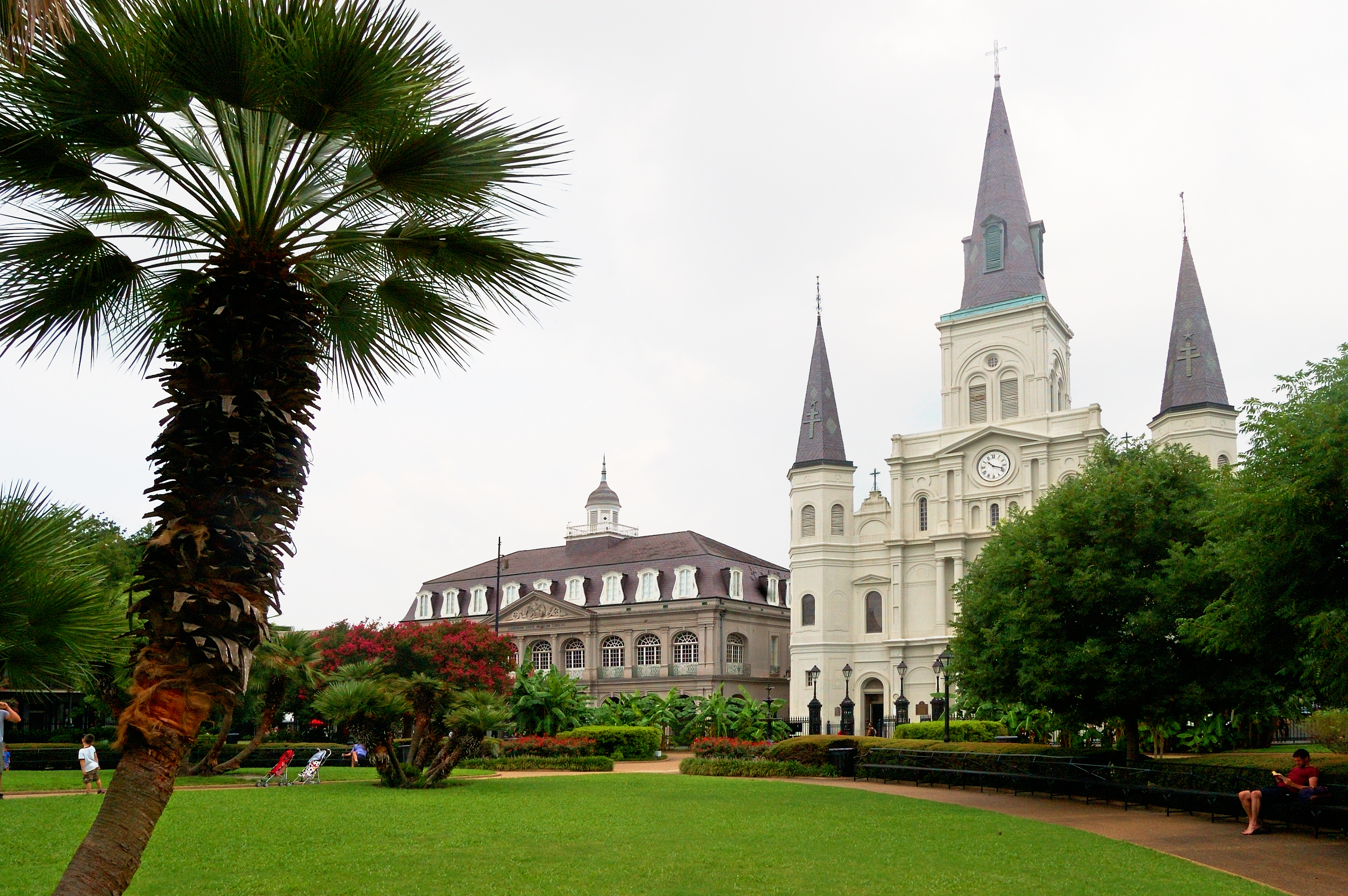
Vue du cabildo et de la cathédrale.
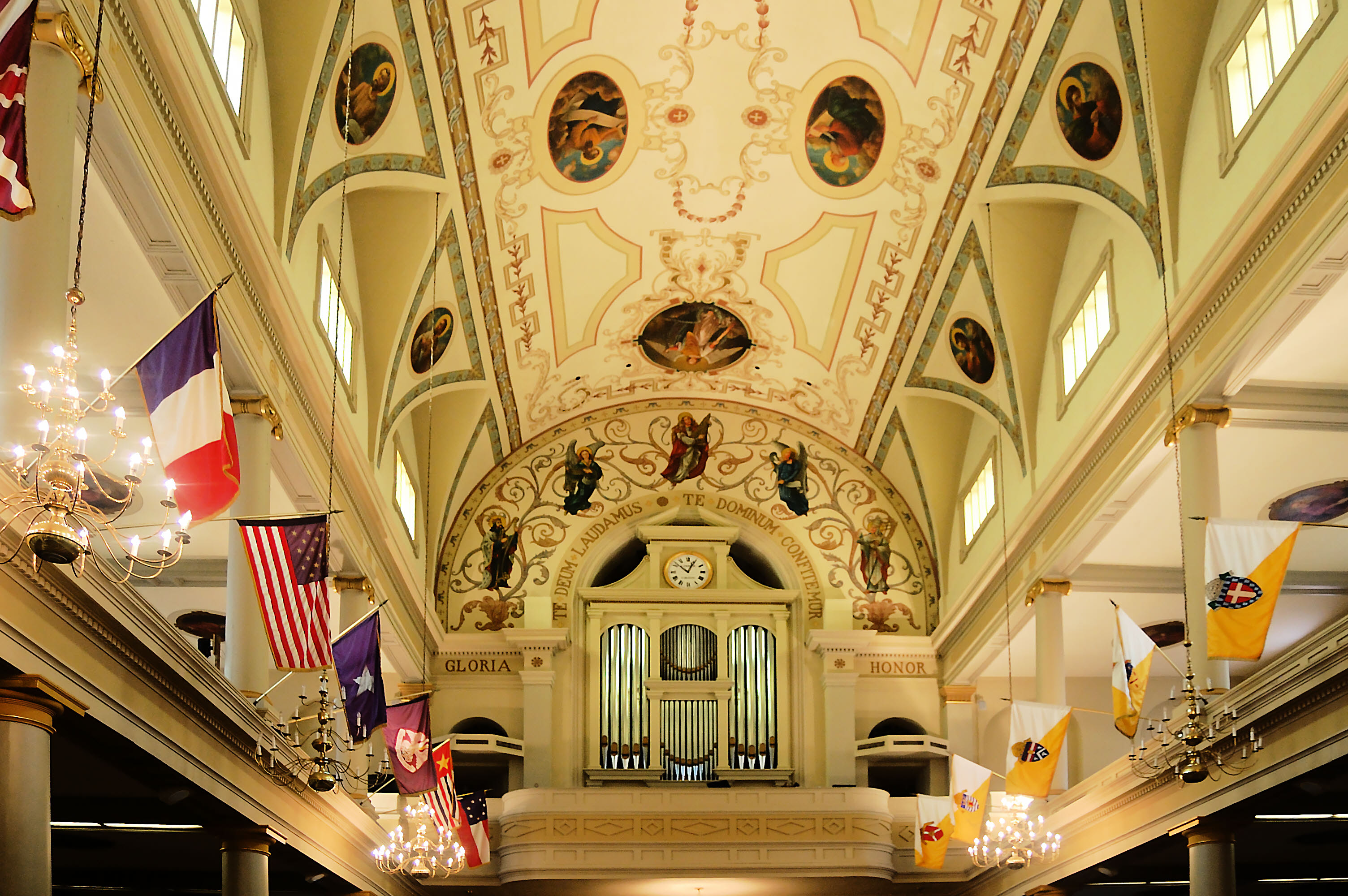
Orgue et plafond.
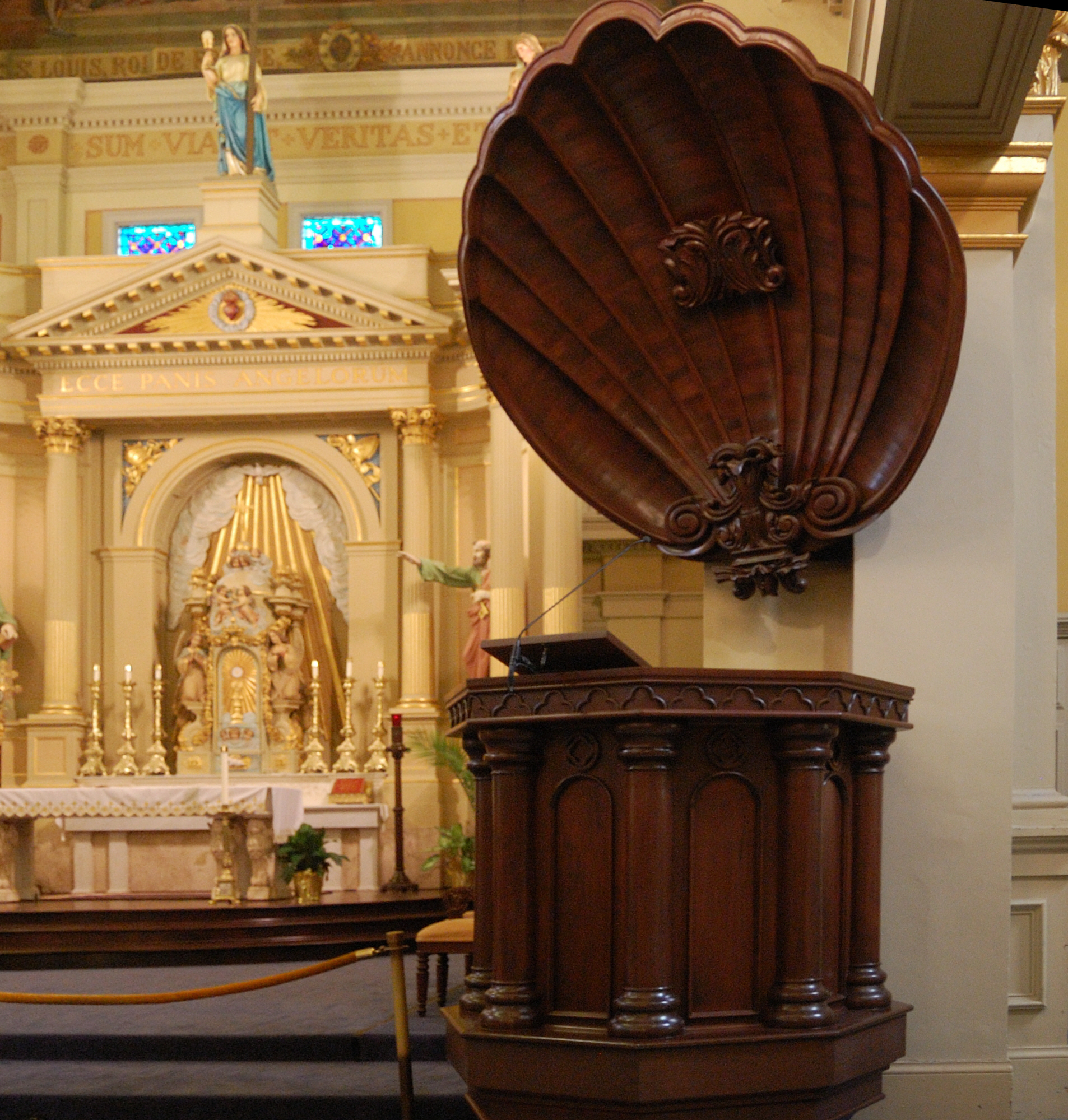
Chaire de la cathédrale Saint-Louis de la Nouvelle-Orléans.

## Référence
1. ↑  https://www.stlouiscathedral.org/about/our-history/